# Grobschnitt
Grobschnitt — немецкая рок-группа, выступавшая между 1970 и 1989 годами и воссоединившаяся в 2006 году в новом составе. Их стиль менялся со временем: группа начинала с психоделического рока в начале 70-х, эволюционировав в симфо-рок, переродившись в NDW и, к середине 80-х, в поп-рок.

## История группы

### 1970-е
В 1970 году в городе Хагене объединились школьные группы Crew Blues Session, Charing Cross и Wutpickel, образовав Grobschnitt. Название пришло из капеллы «Гробшнитт», которая в Первую мировую войну состояла из солдат с самодельными музыкальными инструментами. Большинство музыкантов и роуди группы Grobschnitt взяли себе забавные звучные псевдонимы, под которыми также стали известны своим поклонникам. Псевдонимы носили все основатели группы: Эрок (ударные), Феликс (также ударные), Люпо (соло-гитара), Вильдшвайн (дословно — кабан) (ритм-гитара, вокал, саксофон), Бэр (бас-гитара), Квиксильбер (дословно — ртуть) (клавишные инструменты), Тони Мофф Молло (свет, а позднее также вокал).
Ввосьмером группа выпустила свой первый одноименный альбом. Он был выпущен на лейбле Brain Records в 1972 году. После этого состав сократился до обычного квинтета. Первая пластинка стилистически сильно отличается от симфонического звучания, которое позже стало их визитной карточкой.
На альбоме Ballermann, выпущенном в 1974 году, дебютировал клавишник, получивший классическое музыкальное образование — Mist (Volker Kahrs). Выпущенный как двойной альбом, Ballermann содержал в себе юмор и глупые песенки, которыми группа развлекала к тому времени публику на своих концертах. Вторая пластинка альбома содержала первую версию «Solar Music», развернутой инструментальной сюиты, берущий свои корни из пьесы группы The Crew, написанной в поздние 1960-е. «Solar Music» исполнялась на протяжении всей музыкальной карьеры группы, а также выпускалась за время существования группы ещё дважды.
К 1975 году к группе в качестве басиста присоединился Wolfgang «Popo» Jäger, и коллектив выпустил альбом Jumbo. Здесь симфонический потенциал Grobschnitt полностью раскрылся, и роль клавишных инструментов в саунде сильно возросла. После выпуска немецкоязычного варианта Jumbo в 1976 году, к 1977 году увидел свет альбом Rockpommel's Land, который оказался первым коммерческим успехом группы, несмотря на уменьшающуюся популярность прогрессивного рока.
Solar Music Live, выпущенная в 1978 году, содержит развернутую версию композиции «Solar Music», впервые изданной на Ballermann. Этот альбом был коммерчески успешным.
К 1979 году Grobschnitt двинулся в сторону более коротких песенно-ориентированных композиций. Последним альбомом в этом десятилетии стал Merry-Go-Round. Его песни содержали в себе много шуток на темы диско-музыки, коммерциализации и США.

### 1980-е
Grobschnitt выпустил ещё один концертный альбом, Volle Molle, в 1980 году как документальное свидетельство тура в поддержку альбома Merry-Go-Round. Вскоре после этого, перед записью альбома Illegal в 1981 году, участника группы Popo заменил Milla Kapolke. Последовавший тур Illegal был очень успешным.
Клавишник Mist покинул Grobschnitt в 1982 году перед записью альбома Razzia, созданного под сильным влиянием NDW. Toni Moff Mollo, друг Эрока, много лет участвовавший в концертах группы, был принят в постоянные члены коллектива. Сингл с альбома Razzia «Wir wollen leben» («Мы хотим жить») внес вклад в историю стиля NDW и стал последним успехом группы.
Eroc покинул Grobschnitt в июне 1983 года, предоставив Lupo роль лидера коллектива. В 1984 году Grobschnitt выпустили альбом Kinder und Narren, отчетливо заигрывающий с саундом 80-х с помощью синтезатора DX7. Позабыв на несколько лет «Solar Music», группа записала новую концертную версию в 1985 году под названием Sonnentanz. Альбом Fantasten последовал в 1987.
После ухода Эрока музыканты в группе стали сменяться чаще — большинство из них пришло из группы стиля NDW под названием Extrabreit. В 1989 году, после 19 лет совместной работы, группа прекратила своё существование, отыграв напоследок Last Party Tour. Причиной распада было желание некоторых участников получить возможность реализовать себя лично, вне совместной музыкальной деятельности.

### Next Party
В 2006 году группа вновь объединилась, включив в себя нескольких старых членов, а также их сыновей. После пробного выступления перед приглашенными фанами в мае 2007 года группа начала первые открытые концерты в октябре того же года в Ашаффенбурге. С тех пор группа регулярно гастролирует. Кульминацией был концерт в забитом до отказа концертном зале города Харген перед 3000 зрителей в январе 2009.

## Музыка и выступления группы
Grobschnitt считалась в своё время очень новаторской группой, которая играла свои многочасовые выступления, сочетая театр, оптические эффекты, забавные шутки и, самое главное, длинные музыкальные импровизации. Самая длинная из этих непрерывных импровизаций могла длиться больше часа и называлась Solar Music или также «Powerplay». Тексты песен группы были сначала на английском, затем все сильнее выросла доля немецкого языка. В обоих случаях группы выражала озабоченность общественно спорными темами, например пацифистским движением, верой в технику и прогресс, или протестами против развития атомной энергии. Типичный пример подобных проявлений — в тексте песни «Vater Schmidt’s Wandertag». С другой стороны, группа в своих композициях могла и рассказывать музыкальные сказки, как, например, в концептуальном альбоме «Rockpommels Land».

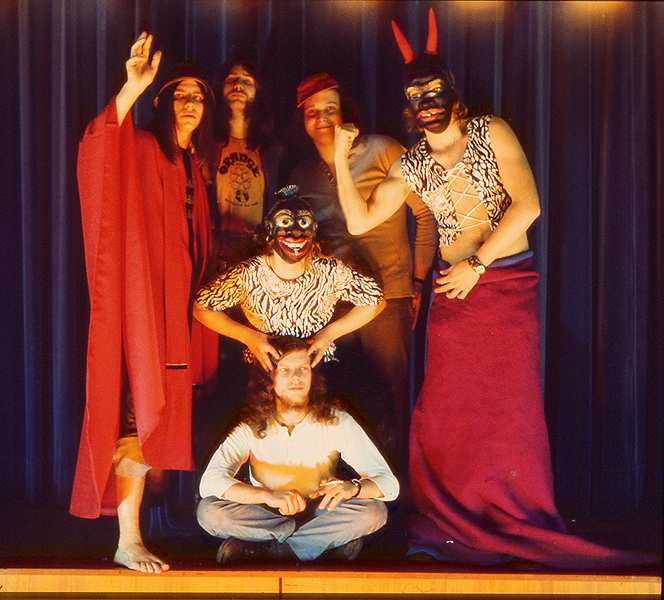
Слева направо стоят: Lupo, Eroc, Wildschwein, McPorneaux, сидит: Mist, над ним Toni Moff Mollo

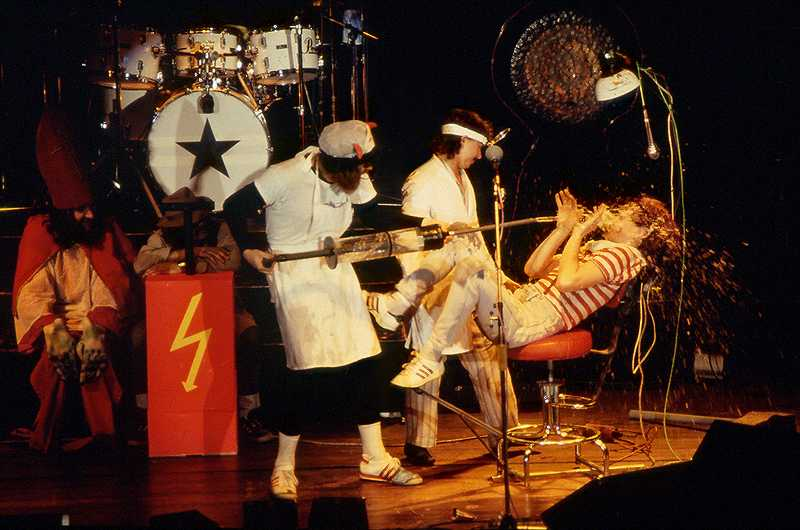
Шоу Зальцманна: Тони Мофф Молло как стоматолог Др. Зальцманн, Баллерманн как Сестра Дьявол и Эрок как Пациент

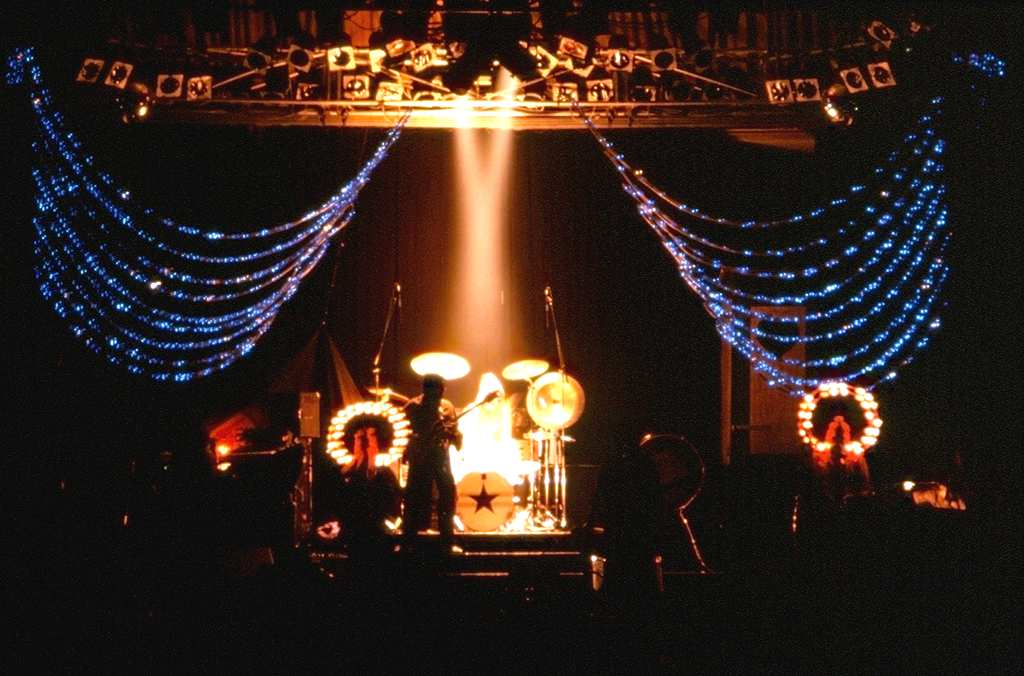
Световые эффекты

Группа имела потрясающе верных поклонников среди немецкоязычного населения, хотя альбом «Rockpommels Land» выходил также и в англоязычных регионах Канады, и там его продажи были довольно значительными. Абсолютным новшеством на немецкой музыкальной сцене стал выход альбома Jumbo в 1975 году, сначала изданным с английскими текстами, а годом позже — с немецкими.
Важнейшей особенностью музыкальной деятельности Grobschnitt стали количество и места концертных выступлений. Они были одной из первых немецких групп, которые выступали буквально в самых маленьких деревеньках. Оборудования от года к году было нужно все больше, и в конце концов для его перевозки стало необходимо несколько грузовиков.
Важным элементом для выступлений была пиротехника. Хотя группа считалась немецким изобретателем такого формата выступления, и поэтому никто не имел никакого соответствующего опыта, тем не менее при активном использовании Фейерверков не было никаких серьёзных происшествий.

## Участники
На протяжении лет состав Grobschnitt менялся часто:
- 1970—1972 Eroc (ударные), Felix (ударные), Lupo (соло-гитара), Wildschwein (ритм-гитара, вокал, саксофон), Baer (бас-гитара), Quecksilber (клавишные), Toni Moff Mollo (вокал, свет)
- 1972—1974 Eroc (ударные), Lupo (соло-гитара), Wildschwein (ритм-гитара, вокал, саксофон), Mist (клавишные), Baer (бас-гитара), Toni Moff Mollo (вокал, свет)
- 1974—1980 Eroc (ударные), Lupo (соло-гитара), Wildschwein (ритм-гитара, вокал, саксофон), Mist (клавишные), Popo (бас-гитара), Hunter (бас-гитара), Toni Moff Mollo (вокал, свет)
- 1980—1982 Eroc (ударные), Lupo (соло-гитара), Wildschwein (ритм-гитара, вокал, саксофон), Mist (клавишные), Milla Kapolke (бас-гитара), Toni Moff Mollo (вокал, свет)
- 1982—1983 Eroc (ударные), Lupo (соло-гитара), Wildschwein (ритм-гитара, вокал, саксофон), Cramer (клавишные), Milla Kapolke (бас-гитара), Toni Moff Mollo (вокал, свет)
- 1983—1984 P. Jureit (ударные), Lupo (соло-гитара), Wildschwein (ритм-гитара, вокал, саксофон), J. Cramer (клавишные), Milla Kapolke (бас-гитара), Toni Moff Mollo (вокал, свет)
- 1985 P. Jureit (ударные), Lupo (соло-гитара), Wildschwein (ритм-гитара, вокал, саксофон), Tarzan (клавишные), Milla Kapolke (бас-гитара), Toni Moff Mollo (вокал, свет)
- 1985—1988 Admiral Top Sahne (ударные), Lupo (соло-гитара), Wildschwein (ритм-гитара, вокал, саксофон), Tarzan (клавишные), Milla Kapolke (бас-гитара), Toni Moff Mollo (вокал, свет)
- 1988—1989 Admiral Top Sahne (ударные), Lupo (соло-гитара), Wildschwein (ритм-гитара, вокал, саксофон), Sugar (клавишные), Commodore Stulle (бас-гитара), Toni Moff Mollo (вокал, свет)
- 2007-настоящее время Admiral Top Sahne (ударные), Stefan Danielak jr. (соло-гитара, ритм-гитара), Wildschwein (ритм-гитара, вокал), Deva Tattva (клавишные), Milla Kapolke (бас-гитара), Toni Moff Mollo (вокал, свет), Manu Kapolke (соло-гитара, ритм-гитара), Demian Hache (перкуссия)

Кроме того, роуди также принимали участие в выступлении в качестве актёров. Самыми известными были McPorneaux, Ballermann, Detlev Rohr, Geheimrat Günstig, El Blindo.
Решающим фактором в развитии группы была, несмотря на отдельные перемены в составе, сплоченность коллектива. К концу существования Grobschnitt из оригинального состава там оставались Gerd Otto Kühn (Lupo), Stefan Danielak (Willi Wildschwein) и Rainer Loskand (Toni Moff Mollo). Участники Joachim H. Ehrig (Eroc) und Volker Kahrs (Mist), хотя и покинули состав к тому времени, внесли важнейший вклад, успев поиграть более 10 лет.

## Grobschnitt в средствах массовой информации
В начале карьеры группа пользовалась относительно малым вниманием в медиа. Тому было множество причин: к примеру, необычная концепция живых выступлений коллектива была совершенно непривычна для радио и телевидения того времени. Редакторы на радио не считали, что стилистика группы подходят для формата их вещания. С начала восьмидесятых, однако, ситуация изменилась. Популярные тележурналы на музыкальную тему, такие как Rockpalast, Aspekte, Musikladen и другие, стали приглашать группу к себе. Более того, группа выступала несколько раз на радио, например на канале WDR между 1975 и 1980 годом в программе Radiothek. На этих радиоконцертах, которые проходили до двух раз в год, группа выступала более часа, играя акустические версии собственных произведений, своеобычно перемешивая музыку, веселье и каламбур. В 2009 году группа Grobschnitt неожиданно заняла 32 место по опросу канала WDR, значительно опередив почти все группы, появлявшиеся на WDR 2 гораздо чаще.

## Другие аспекты истории Grobschnitt
Одним из музыкальных лидеров группы был Joachim H. Ehrig по прозвищу Eroc. Параллельно с игрой на ударных и электронных инструментах, а также пением в группе он выпускал множество сольных альбомов. На пластинке Eroc 3 (1979) находится композиция Wolkenreise, которая стала хитом и до сих пор транслируется по радио. Eroc покинул группу в (1983) году, чтобы окончательно посвятить себя сольному творчеству; он принял участие в записи альбома «The Return of Onkel Boskopp» совместно с музыкантом Хансом Райхелем (Hans Reichel). В настоящее время он занимается в свой студии под Хагеном реставрацией и оцифровкой старых записей. После распада группы в 1989 году именно ему поклонники группы обязаны появлением восстановленных и ремастерированных записей коллектива.

## Дискография
- 1972 Grobschnitt
- 1974 Ballermann
- 1975 Jumbo (англ.)
- 1976 Jumbo (нем.)
- 1977 Rockpommels Land
- 1978 Solar Music Live
- 1979 Merry-Go-Round
- 1980 Volle Molle — Live
- 1981 Illegal
- 1982 Razzia
- 1984 Kinder und Narren
- 1985 Sonnentanz — Live
- 1987 Fantasten
- 1990 Last Party — Live
- 1994 Die Grobschnitt Story 1
- 1998 Die Grobschnitt Story 2
- 2001 Die Grobschnitt Story 3 «The History of Solar Music» Vol. 1
- 2002 Die Grobschnitt Story 3 «The History of Solar Music» Vol. 2
- 2002 Die Grobschnitt Story 3 «The History of Solar Music» Vol. 3
- 2003 Die Grobschnitt Story 3 «The History of Solar Music» Vol. 4
- 2003 Die Grobschnitt Story 4 «Illegal Tour 1981 Complete»
- 2004 Die Grobschnitt Story 3 «The History of Solar Music» Vol. 5
- 2004 Die Grobschnitt Story 5
- 2006 Die Grobschnitt Story 6 «Rockpommel’s Land And Elsewhere…»
- 2006 The International Story
- 2007 Live — Plochingen 1976-1
- 2007 Live — Bielefeld 1977-1
- 2007 Live — Donaueschingen 1981-2
- 2007 Live — Hagen 1971-1
- 2007 Live — Bielefeld 1977-2
- 2007 Live — Düsseldorf 1983-2
- 2008 Live — Plochingen 1976-2
- 2008 Live — Wesel 1979-1
- 2008 Live — Wesel 1979-2
- 2008 Grobschnitt 2008 live (Bonn und Menden)
- 2008 Live — Emden 1979
- 2008 Live — Osnabrück 1981-1
- 2008 Live — Osnabrück 1981-2
- 2009 Another Journey (Maxi CD)
- 2009 Live — Hilchenbach 1974-2
- 2009 Live — Oberhausen 1977-2
- 2009 Live — Wuppertal 1979-1
- 2009 Live — Wuppertal 1979-2
- 2009 Live — Gütersloh 1977-1
- 2009 Live — Düsseldorf 1983-1
- 2010 Rockpommels Land Live 2010
- 2010 Live — Hilchenbach 1974-1
- 2010 Live — Gütersloh 1977-2
- 2010 Live — Münster 1977-2